# Gran Consiglio (Vallese)
Il Gran Consiglio del Canton Vallese (in francese Grand Conseil du canton du Valais ed in tedesco Grosser Rat der Republik und des Kantons Wallis) è un parlamento cantonale di Vallese.